# Weak and Powerless
Weak and Powerless è un singolo del gruppo musicale statunitense A Perfect Circle, pubblicato il 4 agosto 2003 come primo estratto dal secondo album in studio Thirteenth Step.

## Descrizione
Originariamente scartato da Mer de Noms, il brano è caratterizzato da una struttura lineare rispetto agli altri del disco ed è tra gli ultimi ad essere stato completato.
Il brano ha raggiunto la vetta dell'Alternative Airplay ed è stato inserito nella sua versione Tilling My Grave Mix (remix curato da Danny Lohner, Joshua Eustis e Wes Borland) nella colonna sonora del film Underworld.

## Video musicale
Il video del brano, diretto dai Fratelli Strause, mostra una ragazza con lunghissimi capelli bianchi che striscia sul terreno di un bosco e getta rettili in una buca infestata da insetti carnivori. Gli insetti nella buca potrebbero rappresentare la droga o il desiderio della stessa. Al termine del video la ragazza cade all'indietro nella buca.

## Tracce
Testi e musiche di Billy Howerdel e Maynard James Keenan
CD (Stati Uniti)
1. Weak and Powerless – 3:15
2. Blue (Remix) – 3:55 – remissaggio di James Iha e Geoff Sanoff

CD (Canada, Europa)
1. Weak and Powerless – 3:15
2. Crimes – 2:35

7" (Stati Uniti)
- Lato A

1. Weak and Powerless – 3:15

- Lato B

1. Weak and Powerless (Remix) – 3:02 – remissaggio di Danny Lohner e Wes Borland

## Formazione
Hanno partecipato alle registrazioni, secondo le note di copertina di Thirteenth Step:
Gruppo
- Maynard James Keenan – voce
- Billy Howerdel – chitarra, voce
- Josh Freese – batteria
- Jeordie Osborne White – basso

Produzione
- Billy Howerdel – produzione, ingegneria del suono
- Maynard James Keenan – produzione esecutiva
- Steve Duda – montaggio digitale
- Andy Wallace – missaggio

## Classifiche
| Classifica (2003)             | Posizione massima |
| ----------------------------- | ----------------- |
| Stati Uniti                   | 69                |
| Stati Uniti (alternative)     | 1                 |
| Stati Uniti (mainstream rock) | 1                 |